# Callosciurus nigrovittatus
Callosciurus nigrovittatus is een zoogdier uit de familie van de eekhoorns (Sciuridae). De wetenschappelijke naam van de soort werd voor het eerst geldig gepubliceerd door Horsfield in 1823.

## Voorkomen
De soort komt voor in Maleisië, Thailand, Indonesië.